# Thomas Sakmar
Thomas Paul Sakmar, född 1956, är en amerikansk läkare och forskare samt f.d. tillförordnad rektor (president) på The Rockefeller University.. Innan han blev president var han docent för forskarstudier i det Tri-Institutional MD – PhD-programmet. Han blev Bachelor of Arts i kemi vid University of Chicago och  avlade 1982 doktorsexamen i medicin vid University of Chicago Pritzker School of Medicine. Han genomförde klinisk utbildning i internmedicin vid Massachusetts General Hospital och postdoktor träning med H. Gobind Khorana vid Massachusetts Institute of Technology. 1990 började på Rockefeller University med eget laboratorium (Laboratoriet för Molekylärbiologi och Biokemi).
Med nästan 200 vetenskapliga forskningsartiklar är han mest känd för sitt arbete med spektral tuning av fotopigmentet så som rodopsin och för att utveckla läkemedels upptäckningsmetoder riktade mot G-proteinkopplade receptorer. Han har varit senior fellow vid Ellison Medical Foundation, en forskare vid Howard Hughes Medical Institute, Marie Kroghs gästprofessor  vid Novo Nordisk Foundation Center for Basic Metabolic Research vid Köpenhamns universitet samt gästprofessor vid Stockholms Karolinska Institutet.
2020 tilldelades han ett hedersdoktorat vid Karolinska Institutet